# Like A
Like A（ライカ）は日本の舞台作品。 海沿いの静かな街High-Tide＜ハイタイド＞、に建つ高級ホテル『PERMANENT（ペルマネント）』を舞台とした、そこに関わる人々の物語＜ミステリー＞。

株式会社CLIE制作のオリジナル舞台で、2018年2月より始まったシリーズ作品となっている。演出を三浦香、脚本を三浦香と伊勢直弘が務める。振付は當間里美、楽曲制作はAsu。

## 概要
海沿いの静かな街High-Tide<ハイタイド>に立つ一軒の高級ホテル『PERMANENT（ペルマネント）』

HOTEL PERMANENT(ホテル ペルマネント)で巻き起こる物語の行方とは…

隠し合う感情と、真実を歌い踊る

男たちの新感覚ミステリー。

## 公演一覧

### Like A 001
2018年2月3日～12日、新宿FACEにて上演。全13公演。

#### 出演
- BB - 辻凌志朗
- Butler - 石賀和輝
- Inspector - SHUN（Beat Buddy Boi）
- Usher - 髙﨑俊吾
- Maître d'hôtel - 岩義人
- Keeper - 中谷優心
- Bell - 橋本有一郎
- Porter - 今井稜
- FC - 平牧仁（シキドロップ）
- Captain R - 内藤大希

#### スタッフ
- 演出 - 三浦香
- 脚本 - 三浦香／伊勢直弘
- 楽曲制作 - Asu（BMI Inc.）
- 振付 - 當間里美
- 歌唱指導 - カサノボー晃
- 舞台監督 - 山本圭太（ザ・サムシングエルス）／山崎大介／松谷香穂
- 美術 - 松生紘子
- 音響 - 門田圭介
- 照明 - 川口丞（キングビスケット）
- 衣装 - 小泉美都
- ヘアメイク - 前田亜耶
- 演出助手 - 熊脇直介
- 演出部 - 飯田優輝／上田美奈
- 音響オペレーター - 鯨井拓実／新井のどか
- 照明オペレーター - 羽鳥麗／稲葉美里
- 衣装進行 - 井上彩／赤瀬菜穂
- ヘアメイク進行 - 川井友美
- 大道具 - 東宝舞台
- 小道具協力 - 高津装飾美術
- 衣装制作 - ㈱pick-up-me／中川明香
- 化粧品協力 - 24h cosme
- カメラマン - 児玉大輔
- グッズ・宣伝デザイン - 森田悠介
- HPデザイン - 大石薫子
- 現場制作 - 近藤たえ（アンデム）
- 当日運営協力 - 大迫彩美（アンデム）／吉野美紀
- 宣伝 -荒井紗樹（CLIE）／石川南海子 （CLIE）
- アシスタントプロデューサー - 安井友規／原田豊
- プロデューサー - 渡辺詩織
- エグゼクティブプロデューサー - 吉井敏久
- 企画製作 - CLIE

### Like A room［002］
2019年1月12日～20日、全労済ホール・スペースゼロにて上演。全12公演。

#### 出演
- BB - 辻凌志朗
- Butler - 石賀和輝
- Inspector - SHUN（Beat Buddy Boi）
- Keeper - 中谷優心
- Usher - 髙﨑俊吾
- Maitre d'hotel - 岩義人
- Petit - 齋藤健心
- Bell - 橋本有一郎
- Porter - 今井稜
- FC - 平牧仁（シキドロップ）
- Marma - 鎌苅健太

#### スタッフ
- 演出／脚本 - 三浦香
- 脚本 - 伊勢直弘
- 楽曲制作 - Asu（BMI Inc.）
- 振付 - 當間里美
- 歌唱指導 - カサノボー晃
- 舞台監督 - 山本圭太（ザ・サムシングエルス）／加計涼子
- 美術 - 松生紘子
- 音響 - 門田圭介（K2sound）
- 照明 - 川口丞（キングビスケット）
- 衣装 - 小泉美都
- ヘアメイク - 前田亜耶
- 演出助手 - 山﨑絵里佳
- 舞台監督助手 - 松谷香穂
- 音響オペレーター - 鯨井拓実（beyond）
- マイクケア - 新井のどか
- 照明オペレーター - 羽鳥麗／中辻桜
- 衣装進行 - 井上彩
- ヘアメイク進行 - 橋爪美佳
- 大道具制作 - 秋山真梨子（東宝舞台）
- 小道具協力 - 高津装飾美術
- 衣装制作 - ㈱pick-up-me／中川明香／sayu
- 化粧品協力 - 24h cosme
- カメラマン - 児玉大輔
- グッズ・宣伝デザイン - 森田悠介
- HPデザイン - 甲斐真菜美
- 票券・制作 - 松尾由紀（アプル）
- 制作助手 - 岡本朋子
- 宣伝 -荒井紗樹（CLIE）／巽千夏 （CLIE）
- アシスタントプロデューサー - 小川文乃
- プロデューサー - 渡辺詩織
- 企画製作 - CLIE

### Like A room［003］
2019年8月7日～14日、新宿FACEにて上演。全12公演。

#### 出演
- BB - 辻凌志朗
- Inspector - SHUN（Beat Buddy Boi）
- Keeper - 中谷優心
- Usher - 髙﨑俊吾
- Doctor - 内海啓貴
- Petit - 齋藤健心
- Penguin - 古賀瑠
- CAB180 - 前田陸
- Bell - 橋本有一郎
- Porter - 今井稜
- FC - 平牧仁（シキドロップ）
- Marma - 鎌苅健太

#### スタッフ
- 演出・脚本 - 三浦香
- 脚本 - 伊勢直弘
- 楽曲制作 - Asu（BMI Inc.）
- 振付 - 當間里美
- 歌唱指導 - カサノボー晃
- 舞台監督 - 山本圭太／広中勲（ザ・サムシングエルス）／加計涼子
- 美術 - 松生紘子
- 音響 - 門田圭介（K2sound）
- 照明 - 鈴木健司（ルポ）
- 衣装 - 小泉美都
- ヘアメイク - 前田亜耶
- 演出助手 - 苅羽悠（Ask）
- 舞台監督助手 - 松谷香穂
- 音響オペレーター - 鯨井拓実（beyond）
- マイクケア - 新井のどか
- 照明操作 - 松坂香奈／高田海帆
- 衣装進行 - 赤瀬菜穂
- ヘアメイク進行 - 平田恵里子／橋爪美佳
- 大道具制作 - 秋山真梨子（東宝舞台）
- 小道具協力 - 高津装飾美術
- 衣装制作 - ㈱pick-up-me／中川明香／江原彩乃
- 衣装協力 - 東宝舞台 衣装部
- 化粧品協力 - TV&Movie
- カメラマン - 児玉大輔
- グッズ・宣伝デザイン - 森田悠介
- HPデザイン - 甲斐真菜美
- 票券・制作 - 松尾由紀（アプル）
- 制作助手 - 岡本朋子
- 宣伝 -荒井紗樹／巽千夏 （CLIE）
- アシスタントプロデューサー - 小川文乃
- プロデューサー - 渡辺詩織
- 企画製作 - CLIE

## 登場人物
BB（ビービー）
キャスト - 辻凌志朗
BusBoy。ホテル『PERMANENT』で働く男。主にレストランの片付け係。自分の仕事をホテル内の最下層と位置づけ皮肉ばかり言っている。
Butler（バトラー）
キャスト - 石賀和輝
ホテル『PERMANENT』で働く男。バトラーとは「執事」の意味を持つ、お客様のお世話係。冷静沈着な男。
Inspector（インスペクター）
キャスト - SHUN（Beat Buddy Boi）
ホテルの点検係。ホテル『PERMANENT』で働く男。ありとあらゆるものの不備を見分ける。陰湿なようでいて、大きな夢を持っている。
Keeper（キーパー）
キャスト - 中谷優心
客室の清掃係。ホテル『PERMANENT』で働く男。客室のクリーニングなどの清掃係。客と対面したり裏側を知っていたりする。過去のトラウマを一掃できない一面も。
Usher（アッシャー）
キャスト - 髙﨑俊吾
ホテル『PERMANENT』で働く男。ホテルの入り口に立つドアマン。小さな頃からホテル業界に憧れ都会からハイタイドの町にやってきた男。
Maitre d'hotel（メートル・ドテール）
キャスト - 岩義人
ホテル『PERMANENT』で働く男。レストランマネージャーを担当。年下だがBBの上司であり、父親がホテルの役員のためコネで入ったドラ息子。
FC（エフシー）
キャスト - 平牧仁（シキドロップ）
Financial Controller。ホテル『PERMANENT』で働く男。ホテルの経営をサポートする役割を担い、従業員たちの動きを牛耳っているが呑気。その割には謎の行動が多い。
Captain R（キャプテンR）
キャスト - 内藤大希
沈没した豪華客船『ROXANE（ロクザン）』の乗務員のバトラー。事故のショックから記憶は曖昧。
Bell（ベル）
キャスト - 橋本有一郎
ホテル『PERMANENT』で働く男。宿泊客を客室まで案内する係。
Porter（ポーター）
キャスト - 今井稜
ホテル『PERMANENT』で働く男。顧客の荷物を運ぶ係。
Petit（プチ）
キャスト - 齋藤健心
ハイタイド政府経済産業庁観光課の職員。
Marma（Marmalade Boy）（マーマ（マーマレードボーイ））
キャスト - 鎌苅健太
BB、Butler、Inspector、Keeper、Maitre d'hotel、Petitのハイスクール時代の先輩。
Doctor（ドクター）
キャスト - 内海啓貴
ハイタイド政府環境庁開発課の職員。
Penguin（ペンギン）
キャスト - 古賀瑠
CAB180（キャブワン）
キャスト - 前田陸

## ディスコグラフィ

### DVD
- Like A DVD（clie-18133）
- Like A room［002］DVD（clie-19155）
- Like A room［003］DVD（clie-20163）